# Estadístico N50
En bioinformática el estadístico N50 es ampliamente utilizado en el ensamblado o montaje de un genoma, especialmente en referencia a la longitud de los contig dentro de un proyecto de ensamblado de un genoma.
El valor N50 es una medida de la calidad de ensamblaje de los datos Next-Generation Sequencing NGS mediante la determinación de qué tan bien se desempeña un ensamblador en la formación de contig y scaffold. N50 se define como una estadística mediana ponderada tal que el {\displaystyle 50\%} de todo el conjunto está contenido en contigs que son iguales o mayores que este valor. Aunque la precisión del ensamblaje es extremadamente difícil de medir, el valor N50 ha sido hasta ahora la métrica más común para usar para la completitud del ensamblaje genómico. Se pueden utilizar otras métricas para determinar el rendimiento general del conjunto, pero todas se basan en el estadístico N50. Generalmente, se supone que cuanto mayor sea el valor N50, el ensamblaje es mucho más preciso.

## Cálculo del N50
Dado un conjunto de secuencias de longitudes variables, se busca primero ordenar la secuencia de mayor a menor según sus longitudes, luego se suman todas las longitudes y se toma el {\displaystyle 50\%} de dicha suma, para después sumar las longitudes de mayor a menor hasta llegar al {\displaystyle 50\%} y la longitud de la secuencia es el valor del estadístico N50.

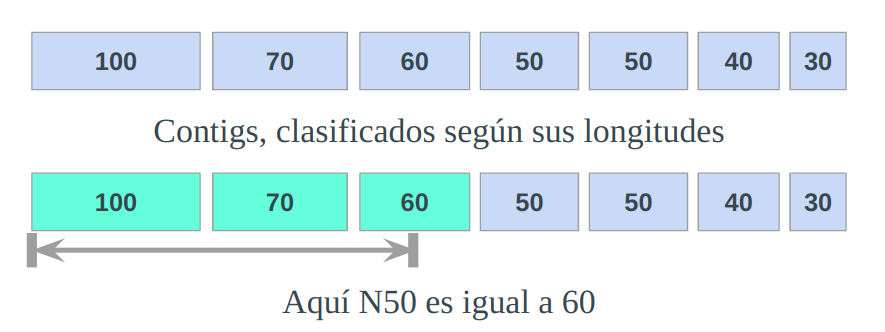
Calculo de la metrica N50.

## Otros estadísticos relacionados

### Estadístico L50
El número del contig cuya suma de longitud es el valor N50. 

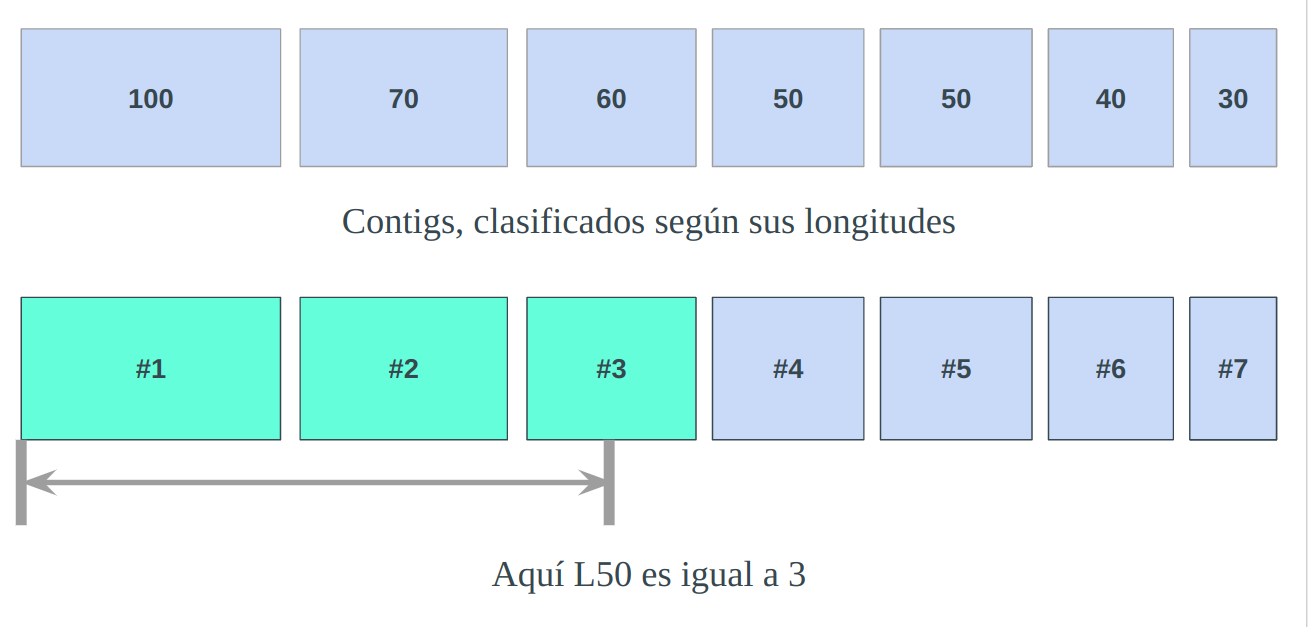
Estadístico L50.

### Estadístico U50
La longitud del contig más pequeño tal que el {\displaystyle 50\%} de la suma de todos los contigs únicos y específicos del objetivo está contenida en contigs de tamaño U50 o más grande.

### Estadístico NG50
La longitud del contig más pequeño tal que el {\displaystyle 50\%} del genoma de referencia está contenido en contigs de tamaño NG50 o más grande. NG50 estima el tamaño del genoma en función de las longitudes de entrada de contig, no de un genoma de referencia como entrada.

### Estadístico UL50
El número de contigs cuya suma de longitud produce U50 [UG50].

### Estadístico UG50
La longitud del contig más pequeño tal que el 50% del genoma de referencia está contenido en contigs únicos, específicos del objetivo de tamaño UG50 o más grande.

### Estadístico UG50%
La duración estimada de la cobertura de la UG50 en relación directa con la longitud del genoma de referencia. 
{\displaystyle \displaystyle =100*{\dfrac {\mbox{UG50}}{\mbox{Longitud del genoma de referencia}}}}.